# 316186 Kathrynjoyce
316186 Kathrynjoyce è un asteroide della fascia principale. Scoperto nel 2010, presenta un'orbita caratterizzata da un semiasse maggiore pari a 2,6344273 UA e da un'eccentricità di 0,2834807, inclinata di 9,96403° rispetto all'eclittica.